# ダニ・カルボ
ダニエル・ペドロ・カルボ・サン・ロマン（Daniel Pedro Calvo San Román, 1994年4月1日 - ）は、スペイン・アラゴン州ウエスカ県ウエスカ出身のサッカー選手。レアル・オビエド所属。ポジションはDF。

## クラブ経歴
2012年にCDヌマンシアのカンテラに入所。翌年Bチームに昇格。2013-14シーズン終盤にトップチームに昇格。2014年6月8日の2部リーグのSDエイバル戦でトップチームデビュー。2015-16シーズンはローン移籍でレバンテUDのBチームでプレー。2018-19シーズン途中までヌマンシアでプレーするも、ラ・リーガ昇格までには至らず。
2018年12月24日、エルチェCFへのローン移籍が決まり、翌年1月より加入。加入後即先発に定着し、2018-19シーズン終了後に完全移籍が決定。2019-20シーズンは2部リーグで6位に入り、昇格プレーオフ出場権を獲得。プレーオフではレアル・サラゴサ、ジローナFCを下し、2015-16シーズン以来のリーガ復帰が決定。カルボ自身初のリーガでのプレーが実現することになった。
2021年7月27日、レアル・オビエドに2年契約で移籍した。